# Antoine Cyr
Antoine Cyr (* 18. September 1998 in Gatineau) ist ein kanadischer Skilangläufer.

## Werdegang
Cyr startete im Januar 2016 in Thunder Bay erstmals im Nor-Am-Cup und belegte dabei den 41. Platz im Sprint. Seine besten Platzierungen im Februar 2018 bei den Junioren-Skiweltmeisterschaften in Goms waren der 12. Platz über 10 km klassisch und der 11. Rang mit der Staffel. Im folgenden Monat wurde er bei den kanadischen Meisterschaften in Thunder Bay Zweiter über 10 km klassisch. Bei den U23-Weltmeisterschaften 2019 in Lahti lief er auf den 38. Platz über 15 km Freistil, auf den 27. Rang im 30-km-Massenstartrennen und auf den 20. Platz im Sprint. Sein Weltcupdebüt gab er beim Weltcupfinale 2019 in Québec und belegte dabei den 61. Gesamtrang. Nach Platz zwei über 10 km klassisch in Canmore zu Beginn der Saison 2019/20, holte er in Gatineau über 10 km Freistil seinen ersten Sieg im Nor-Am-Cup. Zudem wurde er dort Dritter über 10 km klassisch und Zweiter im Sprint. Es folgte ein weiterer Sieg in Mont Sainte-Anne über 15 km klassisch und gewann damit die Gesamtwertung des Nor-Am-Cups. Seine besten Resultate bei den U23-Weltmeisterschaften 2020 in Oberwiesenthal waren der 18. Platz im 30-km-Massenstartrennen und der 14. Rang mit der Staffel. In der folgenden Saison holte er in Lahti mit dem neunten Platz mit der Staffel seine ersten Weltcuppunkte und kam bei den U23-Weltmeisterschaften 2021 in Vuokatti auf den 21. Platz im Sprint, auf den 18. Rang über 15 km Freistil und auf den neunten Platz mit der Staffel. Beim Saisonhöhepunkt, den nordischen Skiweltmeisterschaften 2021 in Oberstdorf, belegte er den 31. Platz im Sprint, jeweils den 27. Rang im Skiathlon und im 50-km-Massenstartrennen, den zehnten Platz mit der Staffel und zusammen mit Graham Ritchie den siebten Platz im Teamsprint. Im folgenden Jahr nahm er bei den Olympischen Winterspielen in Peking an fünf Rennen teil. Seine besten Platzierungen dort waren der 37. Platz über 15 km klassisch und zusammen mit Graham Ritchie der fünfte Rang im Teamsprint.

## Siege bei Continental-Cup-Rennen
| Nr. | Datum             | Ort              | Disziplin       | Serie         |
| --- | ----------------- | ---------------- | --------------- | ------------- |
| 1.  | 14. Dezember 2019 | Gatineau         | 10 km Freistil  | Nor-Am-Cup    |
| 2.  | 1. Februar 2020   | Mont Sainte-Anne | 15 km klassisch | Nor-Am-Cup    |
| 3.  | 6. Januar 2022    | Canmore          | Sprint Freistil | Nor-Am-Cup    |
| 4.  | 8. Januar 2022    | Canmore          | 15 km klassisch | Nor-Am-Cup    |
| 5.  | 21. März 2024     | Duluth           | 10 km klassisch | US Super Tour |

## Teilnahmen an Weltmeisterschaften und Olympischen Winterspielen

### Olympische Spiele
- 2022 Peking: 5. Platz Teamsprint klassisch, 11. Platz Staffel, 37. Platz 15 km klassisch, 42. Platz 30 km Skiathlon, 56. Platz Sprint Freistil

### Nordische Skiweltmeisterschaften
- 2021 Oberstdorf: 7. Platz Teamsprint Freistil, 10. Platz Staffel, 27. Platz 50 km klassisch Massenstart, 27. Platz 30 km Skiathlon, 31. Platz Sprint klassisch
- 2023 Planica: 4. Platz Teamsprint Freistil, 5. Platz Staffel, 36. Platz 50 km klassisch Massenstart, 38. Platz Sprint klassisch
- 2025 Trondheim: 5. Platz Staffel, 9. Platz Teamsprint klassisch, 18. Platz 10 km klassisch, 40. Platz 20 km Skiathlon

## Platzierungen im Weltcup

### Weltcup-Statistik
Die Tabelle zeigt die erreichten Platzierungen im Einzelnen.
- 1.–3. Platz: Anzahl der Podiumsplatzierungen
- Top 10: Anzahl der Platzierungen unter den ersten zehn
- Punkteränge: Anzahl der Platzierungen innerhalb der Punkteränge
- Starts: Anzahl gelaufener Rennen in der jeweiligen Disziplin
- Hinweis: Bei den Distanzrennen erfolgt die Einordnung gemäß FIS.

| Platzierung               | Distanzrennen a | Distanzrennen a | Distanzrennen a | Distanzrennen a | Distanzrennen a | Skiathlon Verfolgung | Sprint | Etappen- rennen b | Gesamt | Team   | Team    |
| Platzierung               | ≤ 5 km          | ≤ 10 km         | ≤ 15 km         | ≤ 30 km         | > 30 km         | Skiathlon Verfolgung | Sprint | Etappen- rennen b | Gesamt | Sprint | Staffel |
| ------------------------- | --------------- | --------------- | --------------- | --------------- | --------------- | -------------------- | ------ | ----------------- | ------ | ------ | ------- |
| 1. Platz                  |                 |                 |                 |                 |                 |                      |        |                   |        |        |         |
| 2. Platz                  |                 |                 |                 |                 |                 |                      |        |                   |        |        |         |
| 3. Platz                  |                 |                 |                 |                 |                 |                      |        |                   |        |        |         |
| Top 10                    |                 |                 | 2               | 3               |                 | 1                    | 2      |                   | 8      |        | 6       |
| Punkteränge               |                 | 17              | 7               | 13              | 1               | 10                   | 21     | 3                 | 72     | 5      | 9       |
| Starts                    |                 | 17              | 10              | 15              | 2               | 12                   | 36     | 4                 | 96     | 5      | 9       |
| Stand: Saisonende 2024/25 |                 |                 |                 |                 |                 |                      |        |                   |        |        |         |

### Weltcup-Gesamtplatzierungen
| Saison  | Gesamt | Gesamt | Distanz | Distanz | Sprint | Sprint |
| Saison  | Punkte | Platz  | Punkte  | Platz   | Punkte | Platz  |
| ------- | ------ | ------ | ------- | ------- | ------ | ------ |
| 2020/21 | 19     | 93.    | 19      | 62.     | -      | -      |
| 2021/22 | 79     | 55.    | 66      | 34.     | 13     | 68.    |
| 2022/23 | 723    | 24.    | 387     | 20.     | 186    | 35.    |
| 2023/24 | 1095   | 10.    | 585     | 18.     | 336    | 26.    |
| 2024/25 | 389    | 42.    | 240     | 38.     | 11     | 104.   |